# الإعلان العالمي لحقوق الإنسان

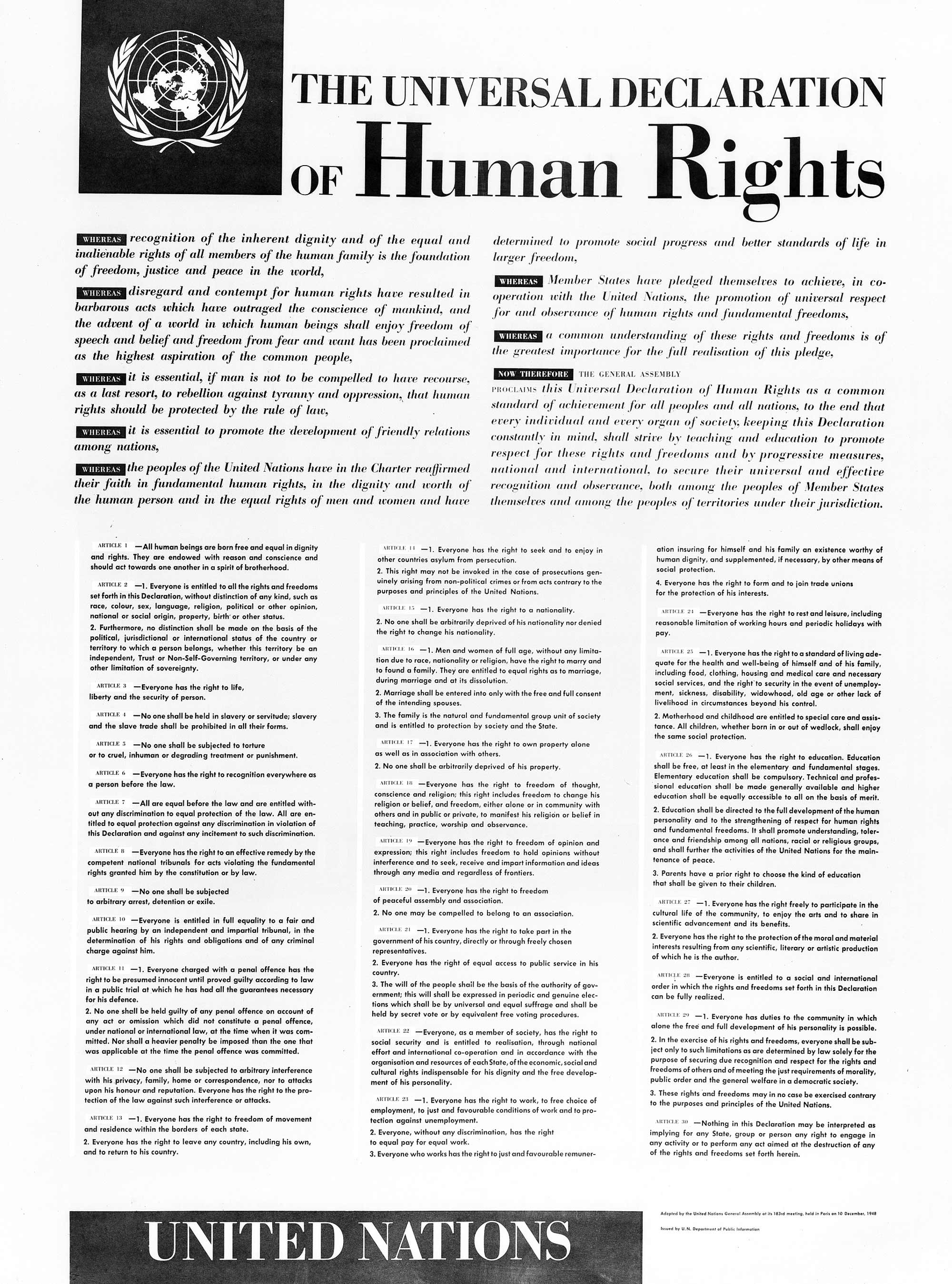
حقوق الإنسان التي أقرتها الجمعية العامة للأمم المتحدة في اجتماعها 183 المنعقد في باريس في 10 كانون الأول / ديسمبر 1948

الإعلان العالمي لحقوق الإنسان هو وثيقة حقوق دولية تمثل الإعلان الذي تبنته الأمم المتحدة 10 ديسمبر 1948 في قصر شايو في باريس. الإعلان يتحدث عن رأي الأمم المتحدة عن حقوق الإنسان المحمية لدى كل الناس.
الإعلان العالمي لحقوق الإنسان يتألف من 30 مادة ويخطط رأي الجمعية العامة بشأن حقوق الإنسان المكفولة لجميع الناس.
يُعتبرُ الإعلانُ نصاً تأسيسياً في تاريخِ حقوق الإنسان والحقوق المدنية، ويتكونُ الإعلانُ من 30 مادة توضح بالتفصيل «الحقوق الأساسية والحريات الأساسية» للفرد وتؤكد طابعها العالمي باعتبارها متأصلة وغير قابلة للتصرف وقابلة للتطبيق على جميع البشر.تم إعتماده باعتباره «معيارًا مشتركًا للإنجاز لجميع الشعوب والأمم»، ويلزم الإعلان العالمي لحقوق الإنسان الدولَ بالاعتراف بأن جميع البشر «يولدون أحرارًا ومتساوين في الكرامة والحقوق» بغض النظر عن «الجنسية ومكان الإقامة والجنس، الأصل القومي أو العرقي أو اللون أو الدين أو اللغة أو أي وضع آخر».  يعتبر الإعلان «وثيقة بارزة» لـ «لغته العالمية» لا يشير إلى ثقافة أو نظام سياسي أو دين معين.  ألهمت بشكل مباشر تطوير القانون الدولي لحقوق الإنسان، وكانت الخطوة الأولى في صياغة الشرعة الدولية لحقوق الإنسان، والتي اكتملت في عام 1966 ودخلت حيز التنفيذ في عام 1976.
على الرغم من أنه ليس ملزماً قانونياً، فقد تم تطوير محتويات الإعلان العالمي لحقوق الإنسان وإدماجها في المعاهدات الدولية اللاحقة، والصكوك الإقليمية لحقوق الإنسان، والدساتير الوطنية والمدونات القانونية. صادقت جميع الدول الأعضاء في الأمم المتحدة البالغ عددها 193 دولة على واحدة على الأقل من المعاهدات التسع الملزمة التي تأثرت بالإعلان، وصادقت الغالبية العظمى على أربع أو أكثر.  وقد جادل بعض الباحثين القانونيين أنه نظرًا لاستدعاء الدول للإعلان باستمرار لأكثر من 50 عامًا، فقد أصبح ملزمًا كجزء من القانون الدولي العرفي،  على الرغم من أن المحاكم في بعض الدول كانت أكثر تقييدًا بشأنه أثر قانوني. ومع ذلك، فقد أثر الإعلان العالمي لحقوق الإنسان على التطورات القانونية والسياسية والإجتماعية على المستويين العالمي والوطني، حيث تتضح أهميته جزئيًا من خلال ترجماته البالغ عددها 524 ترجمة، وهي أكثر من أي وثيقة في التاريخ.

## الهيكل والمحتوى
تأثر الهيكل الأساسي للإعلان العالمي بمدونة نابليون ، بما في ذلك الديباجة والمبادئ العامة التمهيدية. تم تشكيل هيكلها النهائي في المسودة الثانية التي أعدها الفرنسي رينيه كاسان، الذي عمل على المسودة الأولية التي أعدها الباحث القانوني الكندي جون بيترز همفري.
يتكون الإعلان مما يلي:
- تحدد الديباجة الأسباب التاريخية والاجتماعية التي أدت إلى ضرورة صياغة الإعلان.
- نصت المواد من 1 إلى 2 على المفاهيم الأساسية للكرامة والحرية والمساواة.
- نصت المواد من 3 إلى 5 على حقوق فردية أخرى، مثل الحق في الحياة وحظر الرق والتعذيب.
- تشير المواد من 6 إلى 11 إلى الشرعية الأساسية لحقوق الإنسان مع توفير سبل انتصاف محددة للدفاع عنها عند انتهاكها.
- نصت المواد من 12 إلى 17 على حقوق الفرد تجاه المجتمع، بما في ذلك حرية التنقل.
- أقرت المواد 18-21 ما يسمى «الحريات الدستورية» والحريات الروحية والعامة والسياسية، مثل حرية الفكروالرأي والدين والضمير والكلمة والتجمع السلمي للفرد.
- المواد من 22 إلى 27 تقر الحقوق الاقتصادية والاجتماعية والثقافية للفرد، بما في ذلك الرعاية الصحية. إنه يدعم حقًا واسعًا في مستوى معيشي، ويوفر أماكن إضافية في حالة الوهن الجسدي أو الإعاقة، ويذكر بشكل خاص الرعاية المقدمة إلى الأمومة أو الطفولة.[9]
- حددت المواد 28-30 الوسائل العامة لممارسة هذه الحقوق، والمجالات التي لا يمكن فيها تطبيق حقوق الفرد، وواجب الفرد تجاه المجتمع، وحظر استخدام الحقوق بما يتعارض مع مقاصد الأمم المتحدة. منظمة الأمم.[10]

قارن رينيه كاسان الإعلان برواق معبد يوناني، بأساس، وخطوات، وأربعة أعمدة، وقوس. كانت المادتان 1 و 2 - مع مبادئهما المتعلقة بالكرامة والحرية والمساواة والأخوة - بمثابة اللبنات الأساسية. تمثل الفقرات السبع من الديباجة، التي تحدد أسباب الإعلان، الخطوات المؤدية إلى المعبد. يشكل الجسم الرئيسي للإعلان الأعمدة الأربعة.العمود الأول (المواد من 3 إلى 11) يشكل حقوق الفرد مثل الحق في الحياة وحظر الرق. العمود الثاني (المواد من 12 إلى 17) يشكل حقوق الفرد في المجتمع المدني والسياسي.العمود الثالث (المواد 18-21) يختص بالحريات الروحية والعامة والسياسية مثل حرية الدين وحرية تكوين الجمعيات. العمود الرابع (المواد 22-27) يحدد الحقوق الإجتماعية والإقتصادية والثقافية.

## التاريخ

### البدايات
أثناء الحرب العالمية الثانية اعتمد الحلفاء الحريات الأربعة: حرية التعبير، حرية التجمع، التحرر من الخوف، والتحرر من الحاجة. قرب نهاية الحرب تمت مناقشة ميثاق الأمم المتحدة وصياغته والتصديق عليه لإعادة التأكيد على «الإيمان بحقوق الإنسان الأساسية، وبكرامة الفرد وقدرة الشخص البشري»، وتلتزم به جميع الدول الأعضاء على تعزيز «الاحترام العالمي ومراعاة حقوق الإنسان والحريات الأساسية للجميع دون تمييز على أساس العرق، أو الجنس، أو اللغة، أو الدين».
عندما أصبحت الفظائع التي ارتكبها ألمانيا النازية واضحة تماماً بعد الحرب العالمية الثانية، كان توافق في الآراء داخل المجتمع الدولي أن ميثاق الأمم المتحدة لم يحدد بما فيه الكفاية الحقوق التي أشار إليها، وبالتالي ظهر الإعلان العالمي الذي يحدد حقوق الأفراد اللازمة لتنفيذ أحكام الميثاق بشأن حقوق الإنسان.

### الصياغة
في يونيو 1946، الذي أُنشأ فيه المجلس الاقتصادي والاجتماعي (ECOSOC) - وهو الجهاز الرئيسي للأمم المتحدة المنشأة حديثًا والمسؤول عن تعزيز حقوق الأمريكية
الإنسان - لجنة حقوق الإنسان (CHR)، وهي هيئة دائمة داخل الأمم المتحدة مكلفة بإعداد ما كان في البداية صُممت على أنها شرعة دولية للحقوق.  كان يضم 18 عضوًا من خلفيات وطنية ودينية وسياسية مختلفة، ليكون ممثلاً للإنسانية. في فبراير 1947، أنشأت اللجنة لجنة خاصة لصياغة الإعلان العالمي لحقوق الإنسان، برئاسة إليانور روزفلت.من الولايات المتحدة، لكتابة مقالات الإعلان. اجتمعت اللجنة في دورتين على مدار عامين.
تم استدعاءالكندي جون بيترز همفري من قبل الأمين العام للأمم المتحدة للعمل على مشروع الصياغة، وأصبح الصائغ الرسمي للإعلان، كان من مساعدي همفري اليانور روزفلت من الأمم المتحدة، وجاك ماريتان ورينيه كاسان من فرنسا، شارل مالك من لبنان، وجيم - تشانغ من جمهورية الصين، وآخرين. في الوقت الذي تم تعيين همفري مديرا لشعبة حقوق الإنسان في إطار الأمانة العامة للأمم المتحدة، وقد تم تشكيل لجنة حقوق الإنسان، وهي هيئة دائمة تابعة للأمم المتحدة، للقيام بالعمل على إعداد ما تم تصوره في البداية باعتباره التشريعة الدولية لحقوق الإنسان
وقد صمم لعضوية اللجنة أن تكون ممثلة على نطاق واسع من المجتمع الدولي مع ممثلي البلدان التالية: أستراليا، بلجيكا، الجمهورية السوفياتية البيلاروسية الاشتراكية تشيلي، الصين، مصر، فرنسا، الهند، إيران، لبنان، وبنما، الفلبين، المملكة المتحدة، الولايات المتحدة، وشملت اتحاد الجمهوريات الاشتراكية السوفياتية، وأوروغواي ويوغوسلافيا. أعضاء من المعروف جيدا للجنة اليانور روزفلت في الولايات المتحدة، الذي كان رئيسا، وجاك ماريتان رينيه كاسين من فرنسا، وشارل مالك من لبنان، وبي.سي. تشانغ من الصين، وغيره. قدمت المسودة الأولية همفري الذي أصبح النص عمل اللجنة.

في مذكراتها، علقت اليانور روزفلت على النقاشات والمناقشات التي أبلغت الإعلان العالمي لحقوق الإنسان، واصفة أحد هذه التبادلات خلال الجلسة الأولى للجنة الصياغة في يونيو 1947:
كان الدكتور تشانغ تعدديًا وأصر بطريقة ساحرة على اقتراح أن هناك أكثر من نوع واحد من الحقيقة المطلقة. وقال إن الإعلان يجب أن يعكس أكثر من مجرد الأفكار الغربية وأن على الدكتور همفري أن يكون انتقائيًا في نهجه. ملاحظته، على الرغم من أنها كانت موجهة إلى الدكتور همفري، كانت موجهة حقًا إلى الدكتور مالك، والتي استمدت منها ردًا سريعًا عندما شرح بشيء من التفصيل فلسفة توماس الأكويني. شارك الدكتور همفري بحماس في المناقشة، وأتذكر أنه في مرحلة ما، اقترح الدكتور تشانغ أن الأمانة العامة قد تقضي بضعة أشهر في دراسة أساسيات الكونفوشيوسية! 
في مايو 1948، بعد عام تقريباً من إنشائها، عقدت لجنة الصياغة جلستها الثانية والأخيرة، حيث نظرت في تعليقات واقتراحات الدول الأعضاء والهيئات الدولية، ولا سيما مؤتمر الأمم المتحدة حول حرية المعلومات، الذي عقد في مارس السابق. وأبريل لجنة وضع المرأة، وهي هيئة داخل المجلس الاقتصادي والاجتماعي تقدم تقارير عن حالة حقوق المرأة في جميع أنحاء العالم؛ والمؤتمر الدولي التاسع للدول الأمريكية، الذي عقد في بوجوتا، كولومبيا في ربيع عام 1948، والذي اعتمد الإعلان الأمريكي لحقوق وواجبات الإنسان، وهو أول صك دولي عام لحقوق الإنسان في العالم . كما حضر المندوبون والمستشارون من العديد من هيئات الأمم المتحدة والمنظمات الدولية والمنظمات غير الحكومية وقدموا اقتراحات.  كان من المأمول أيضًا أن تتم صياغة شرعة دولية لحقوق الإنسان تتمتع بالقوة القانونية وتقديمها لاعتمادها جنبًا إلى جنب مع الإعلان.
عند اختتام الدورة في 21 مايو 1948، قدمت اللجنة إلى لجنة حقوق الإنسان نصًا معاد صياغته لـ «الإعلان الدولي لحقوق الإنسان» و «العهد الدولي لحقوق الإنسان»، اللذين سيشكلان معًا شرعة دولية للحقوق.  تمت دراسة ومناقشة الإعلان المعاد صياغته من قبل لجنة حقوق الإنسان في دورتها الثالثة في جنيف في 21 مايو حتى 18 يونيو 1948. تم تعميم ما يسمى «نص جنيف» بين الدول الأعضاء وخضع لعدة التعديلات المقترحة على سبيل المثال، اقترحت هانسا ميهتا من الهند بشكل ملحوظ أن الإعلان يؤكد أن «جميع البشر خلقوا متساوين»، بدلاً من «خلق جميع الرجال متساوين»، لتعكس جودة النوع الاجتماعي بشكل أفضل.
بأغلبية 12 صوتًا لصالح، ولم يعارض أحد، وامتنع أربعة عن التصويت، وافق مجلس حقوق الإنسان على الإعلان المقترح، رغم أنه لم يتمكن من فحص محتويات وتنفيذ العهد المقترح.  أحالت اللجنة النص المعتمد للإعلان، وكذلك العهد، إلى المجلس الاقتصادي والاجتماعي لمراجعته والموافقة عليه خلال دورته السابعة في يوليو وأغسطس 1948. تبنى المجلس القرار 151 (VII).) بتاريخ 26 آب / أغسطس 1948، الذي يحيل مسودة الإعلان الدولي لحقوق الإنسان إلى الجمعية العامة للأمم المتحدة.
عقدت اللجنة الثالثة للجمعية العامة، التي انعقدت في الفترة من 30 سبتمبر إلى 7 ديسمبر 1948، 81 اجتماعاً بشأن مسودة الإعلان، بما في ذلك مناقشة وحل 168 اقتراحًا للتعديلات من قبل الدول الأعضاء في الأمم المتحدة.  في جلستها 178 في 6 ديسمبر / كانون الأول، اعتمدت اللجنة الثالثة الإعلان بأغلبية 29 صوتًا مقابل لا شيء معارضة وامتناع سبعة أعضاء عن التصويت. تم تقديم الوثيقة بعد ذلك إلى الجمعية العامة الأوسع للنظر فيها في 9 و 10 ديسمبر 1948.

### الاعتماد
صدقت الجمعية العامة في 10 ديسمبر/كانون أول 1948 بتصويت 48 لصالحه، 0 ضد، وامتناع 8 عن التصويت هي اتحاد الجمهوريات الاشتراكية السوفياتية، جمهورية أوكرانيا الاشتراكية السوفياتية، جمهورية بيلوروسيا الاشتراكية السوفياتية، تشيكوسلوفاكيا، جمهورية يوغوسلافيا الاتحادية، وجمهورية بولندا الشعبية، واتحاد جنوب أفريقيا والمملكة العربية السعودية.

### اليوم العالمي لحقوق الإنسان
المقال الرئيسي: اليوم العالمي لحقوق الإنسان
10 ديسمبر، الذكرى السنوية لاعتماد الإعلان العالمي، يتم الاحتفال به سنويًا باعتباره اليوم العالمي لحقوق الإنسان. يتم الاحتفال بالذكرى من قبل الأفراد والجماعات والجماعات الدينية ومنظمات حقوق الإنسان والبرلمانات والحكومات والأمم المتحدة. غالبًا ما تكون الإحتفالات العشرية مصحوبة بحملات لتعزيز الوعي بالإعلان وحقوق الإنسان بشكل عام. صادف عام 2008 الذكرى الستين للإعلان، ورافقه أنشطة استمرت لمدة عام حول موضوع «الكرامة والعدالة لنا جميعًا».  وبالمثل، تميزت الذكرى السبعون في 2018 بحملة عالمية، والتي أستهدفت الشباب.

## مشروع الإعلان
كانت لجنة حقوق الإنسان مكونة من 18 عضواً يمثلون شتى الخلفيات السياسية والثقافية والدينية. وقامت إليانور روزفلت، أرملة الرئيس الأمريكي فرانكلين روزفلت برئاسة لجنة صياغة الإعلان العالمي لحقوق الإنسان. واشترك معها رينيه كاسان من فرنسا، الذي وضع المشروع الأولي للإعلان، ومقرر اللجنة شارل مالك من لبنان، ونائب رئيسة اللجنة بونغ شونغ شانغ من الصين، وجون همفري من كندا، ومدير شعبة الأمم المتحدة لحقوق الإنسان، الذي أعد مخطط الإعلان. ومع هذا، فإنه كان ثمة تسليم بأن السيدة روزفلت كانت بمثابة القوة الدافعة وراء وضع الإعلان. ولقد اجتمعت اللجنة لأول مرة في عام 1947.
على الرغم من الدور المركزي الذي كان يقوم به الكندي جون همفري، امتنعت الحكومة الكندية في التصويت الأولي عن التصويت على مشروع الإعلان، ولكن في وقت لاحق صوتت الحكومة الكندية لصالح المشروع النهائي في الجمعية العامة.
وكانت أكثر الحقوق بروزاً هي:
- حق العمل وعدم التمييز في الأجر
- حق الراحة وقضاء وقت وقت الفراغ
- المستوى المعيشي الذي يحقق الرفاهية والصحة الجيدة

## مسودة مختصرة
قام الكندي جون همفري بوضع مسودة للإعلان، فوضع 400 صفحة بناء على تكليف اللجنة الثلاثية المؤلفة من روزفلت وتشانغ ومالك، ولما كان من غير العملي أن يصدر الإعلان العالمي لحقوق الإنسان في 400 صفحة، فقطعت اليانور روزفلت الجدل بقرار حاسم جرى بموجبه تكليف رينييه كاسان وضع مسودة مختصرة واضحة ودقيقة، على أن يستنير برأي شارل مالك في كل فقرة من فقراتها، فاعتمد كاسان على «إعلان حقوق الإنسان والمواطن» الصادر عن الثورة الفرنسية عام 1789، وشرعة الماغنا كارتا الصادرة عن نبلاء بريطانيا العظمى سنة 1215، وعمل على اختصار الإعلان العالمي في ثلاثين مادة مستعيناً بشارل مالك في بلورة نصوصه وصياغته باللغة الإنكليزية التي كان يجهلها والتي كانت ولا تزال اللغة الأولى في الأمم المتحدة. وهكذا انطبعت الوثيقة بأفكار مالك وظهرت في متنها بصماته الدامغة فضلاً عن تفرده بوضع المقدمة. وكان واضحاً إصراره على المواد 18 التي تنص على حرية التفكير والضمير والدين، والمادة 20 (حرية الاشتراك في الجمعيات والجماعات السلمية وعدم إكراه أي إنسان في الانضمام إلى جمعية ما، والمادة 26 (حق الإنسان في التعليم)، واستطاع كاسان الفرنسي بدبلوماسيته الفائقة وخبرته القانونية من التوفيق بين القائلين بحقوق الفرد والمدافعين عن حقوق الجماعة.

## تأثير

### الدلالة

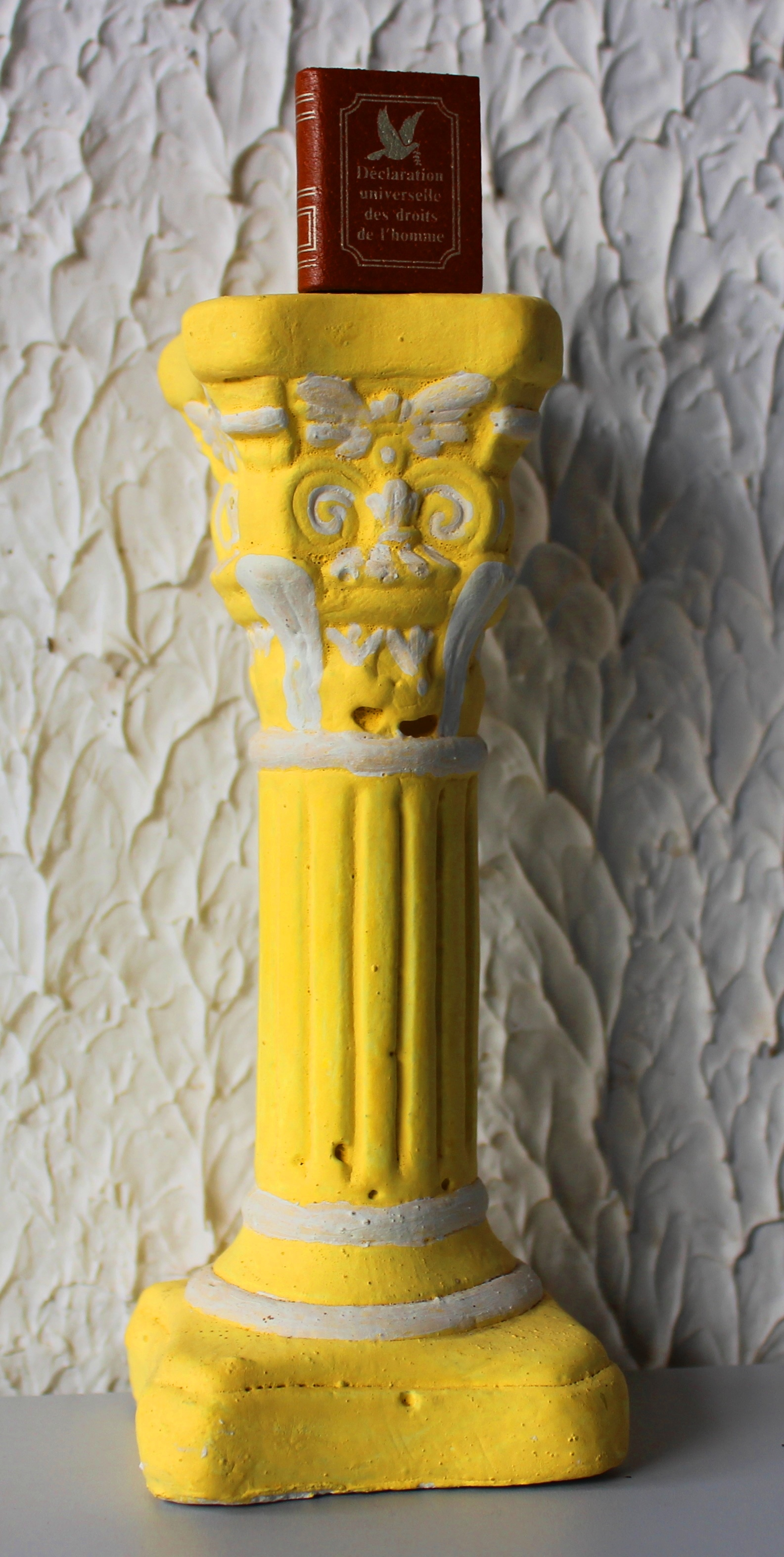
نص الإعلان في كتاب

يعتبر الإعلان العالمي لحقوق الإنسان رائدًا لتوفير مجموعة شاملة وعالمية من المبادئ في وثيقة غير سياسية تتجاوز بشكل صريح الثقافات والأديان والأنظمة القانونية والأيديولوجيات السياسية.  تم وصف مطالبتها بالعالمية بأنها «مثالية بلا حدود» و «الميزة الأكثر طموحاً».  كان الإعلان أول صك من صكوك القانون الدولي يستخدم عبارة «سيادة القانون»، وبذلك أسس مبدأ أن جميع أعضاء جميع المجتمعات ملزمون بالتساوي بموجب القانون بغض النظر عن الولاية القضائية أو النظام السياسي.
اعتمد الإعلان رسميا بوصفها وثيقة ثنائية اللغة في اللغة الإنجليزية والفرنسية ، مع ترجمة رسمية في الصينية، الروسية والإسبانية ، وكلها لغات العمل الرسمية للأمم المتحدة. نظرًا لطبيعتها العالمية، بذلت الأمم المتحدة جهودًا متضافرة لترجمة الوثيقة إلى أكبر عدد ممكن من اللغات ، بالتعاون مع الكيانات الخاصة والعامة والأفراد.  في عام 1999، كتاب غينيس للأرقام القياسية وصف الإعلان بأنه «الوثيقة الأكثر ترجمة في العالم»، مع 298 ترجمة. تم اعتماد السجل مرة أخرى بعد عقد من الزمن عندما وصل النص إلى 370 لغة ولهجة مختلفة.  حقق الإعلان العالمي لحقوق الإنسان معلمًا بارزًا بأكثر من 500 ترجمة في عام 2016، واعتبارًا من عام 2020، تمت ترجمته إلى 524 لغة ،  وتبقى الوثيقة الأكثر ترجمة.
في ديباجته ، تلزم الحكومات نفسها وشعوبها بتدابير تقدمية تضمن الاعتراف العالمي والفعال ومراعاة حقوق الإنسان المنصوص عليها في الإعلان. أيدت إليانور روزفلت اعتماد النص كإعلان ، وليس كمعاهدة ، لأنها اعتقدت أنه سيكون له نفس التأثير على المجتمع العالمي مثل إعلان استقلال الولايات المتحدة داخل الولايات المتحدة. على الرغم من أن الإعلان ليس ملزمًا قانونًا ، فقد تم دمجه في معظم الدساتير الوطنية أو أثر عليه منذ عام 1948. كما أنه كان بمثابة الأساس لعدد متزايد من القوانين الوطنية ، والقوانين الدولية ، والمعاهدات ، وكذلك لعدد متزايد المؤسسات الإقليمية ودون الوطنية والوطنية التي تحمي وتعزز حقوق الإنسان.
تُعد الأحكام الشاملة للإعلان بمثابة «مقياس» ونقطة مرجعية يتم من خلالها الحكم على التزامات البلدان بحقوق الإنسان ، على سبيل المثال من خلال هيئات المعاهدات والآليات الأخرى لمختلف معاهدات حقوق الإنسان التي ترصد التنفيذ.

### أثر قانوني
في القانون الدولي، يختلف الإعلان عن المعاهدة من حيث أنه ينص بشكل عام على التطلعات أو التفاهمات بين الأطراف ، وليس الالتزامات الملزمة. تم تبني الإعلان بشكل صريح ليعكس ويفصل القانون الدولي العرفي المنعكس في «الحريات الأساسية» و «حقوق الإنسان» المشار إليها في ميثاق الأمم المتحدة ، وهو ملزم لجميع الدول الأعضاء.  لهذا السبب ، يعتبر الإعلان العالمي لحقوق الإنسان وثيقة تأسيسية أساسية للأمم المتحدة ، وبالتالي ، لجميع الأطراف الـ 193 في ميثاق الأمم المتحدة.
يعتقد العديد من المحامين الدوليين أن الإعلان يشكل جزءًا من القانون الدولي العرفي وأداة قوية في ممارسة الضغط الدبلوماسي والأخلاقي على الحكومات التي تنتهك مواده. وصف أحد القانونيين الدوليين البارزين الإعلان العالمي لحقوق الإنسان بأنه «يُنظر إليه عالميًا على أنه يشرح القواعد المقبولة عمومًا».  وقد جادل باحثون قانونيون آخرون بأن الإعلان يشكل قواعد آمرة ، وهي مبادئ أساسية للقانون الدولي لا يجوز لأي دولة أن تنحرف عنها أو تنتقص منها . أشار مؤتمر الأمم المتحدة الدولي لحقوق الإنسان لعام 1968 إلى أن الإعلان «يشكل التزامًا على أعضاء المجتمع الدولي» تجاه جميع الأشخاص.  كما أكدت محاكم في دول مختلفة أن الإعلان يشكل القانون الدولي العرفي.
وقد عمل الإعلان كأساس لمدة ملزمة المواثيق الأمم المتحدة لحقوق الإنسان: العهد الدولي الخاص بالحقوق المدنية والسياسية والعهد الدولي الخاص بالحقوق الاقتصادية والاجتماعية والثقافية .
تم تفصيل مبادئ الإعلان في معاهدات دولية ملزمة أخرى مثل الاتفاقية الدولية للقضاء على جميع أشكال التمييز العنصري ، والاتفاقية الدولية للقضاء على التمييز ضد المرأة ، واتفاقية الأمم المتحدة لحقوق الطفل ، اتفاقية الأمم المتحدة لمناهضة التعذيب، وأكثر من ذلك بكثير. يستمر الاستشهاد بالإعلان على نطاق واسع من قبل الحكومات والأكاديميين والمدافعين والمحاكم الدستورية ، ومن قبل الأفراد الذين يلتمسون مبادئه لحماية حقوق الإنسان المعترف بها.

#### القانون الوطني
يقدر أحد العلماء المختصين بالقوانيين أن ما لا يقل عن 90 دستورًا وطنيًا تمت صياغتها منذ اعتماد الإعلان في عام 1948 «تحتوي على بيانات عن الحقوق الأساسية ، حيث لا تستنسخ بأمانة أحكام الإعلان العالمي ، فهي على الأقل مستوحاة منه». ما لا يقل عن 20 دولة أفريقية نالت استقلالها في العقودالتالية مباشرة لعام 1948 أشارت صراحة إلى الإعلان العالمي لحقوق الإنسان في دساتيرها. اعتباراً من عام 2014، كانت الدساتير التي لا تزال تستشهد بالإعلان مباشرة هي دساتير أفغانستان وبنين والبوسنة والهرسك وبوركينا فاسو وبوروندي وكمبوديا وتشاد وجزر القمر وكوت ديفوار وغينيا الاستوائية وإثيوبيا وجمهورية الكونغو الديمقراطية، الغابون، غينيا، هايتي، مالي، موريتانيا، نيكاراغوا، النيجر، البرتغال، رومانيا، رواندا، سان تومي وبرينسيبي، السنغال، الصومال، إسبانيا، توغو واليمن. علاوة على ذلك ، فإن دساتير البرتغال ورومانيا وساو تومي وبرينسيبي وإسبانيا تُلزم محاكمها بـ «تفسير» القواعد الدستورية بما يتوافق مع الإعلان العالمي.
استندت الشخصيات القضائية والسياسية في العديد من الدول بشكل مباشر إلى الإعلان العالمي لحقوق الإنسان باعتباره تأثيرًا أو مصدر إلهام لمحاكمهم أو دساتيرهم أو قوانينهم القانونية. قضت المحاكم الهندية بأن الدستور الهندي «يجسد معظم المواد الواردة في الإعلان». دول متنوعة مثل أنتيغوا وتشاد وتشيلي وكازاخستان وسانت فنسنت وجزر غرينادين وزيمبابوي قد اشتقت أحكامًا دستورية وقانونية من الإعلان. في بعض الحالات ، تم تضمين أحكام محددة من الإعلان العالمي لحقوق الإنسان أو عكسها في القانون الوطني. الحق في الصحة أو حماية الصحة وارد في دساتير بلجيكا وقيرغيزستان وباراغواي وبيرو وتايلاند وتوغو ؛ الالتزامات الدستورية على الحكومة لتوفير الخدمات الصحية موجودة في أرمينيا وكمبوديا وإثيوبيا وفنلندا وكوريا الجنوبية وقيرغيزستان وباراغواي وتايلاند واليمن.
وجدت دراسة استقصائية للقضايا الأمريكية حتى عام 1988 خمس إشارات إلى الإعلان من قبل المحكمة العليا للولايات المتحدة؛ ستة عشر إحالة من قبل محاكم الاستئناف الاتحادية ؛ أربعة وعشرون مرجعًا من قبل محاكم المقاطعات الفيدرالية ؛ إحالة واحدة من قبل محكمة الإفلاس ؛ والعديد من المراجع من قبل خمس محاكم ولاية. وبالمثل ، حدد البحث الذي أجري في عام 1994إشارة إلى الإعلان من قبل المحاكم الفيدرالية ومحاكم الولايات عبر الولايات المتحدة
في عام 2004، قضت المحكمة العليا الأمريكية في قضية سوسا ضد ألفاريز ماشين بأن الإعلان «لا يفرض من تلقاء نفسه التزامات من منظور القانون الدولي» وأن الفروع السياسية للحكومة الفيدرالية الأمريكية يمكنها «التدقيق» في التزامات الدولة تجاه الصكوك الدولية وقابلية إنفاذها. ومع ذلك ، لا يزال بإمكان المحاكم والهيئات التشريعية الأمريكية استخدام الإعلان لإعلام أو تفسير القوانين المعنية بحقوق الإنسان ،  وهو موقف تشاركه محاكم بلجيكا وهولندا والهند وسريلانكا.

## رد فعل

### الثناء والدعم
نال الإعلان العالمي الثناء من عدد من النشطاء والقانونيين والقادة السياسيين البارزين. وصفها الفيلسوف والدبلوماسي اللبناني تشارلز مالك بأنها "وثيقة دولية من الدرجة الأولى من حيث الأهمية"،  بينما ذكرت إليانور روزفلت - أول رئيسة للجنة حقوق الإنسان (CHR) التي ساعدت في صياغة الإعلان - أنه تصبح ماجنا كارتا الدولية لجميع الرجال في كل مكان ". في مؤتمر الأمم المتحدة العالمي لحقوق الإنسان عام 1993، وهو أحد أكبر التجمعات الدولية لحقوق الإنسان ، أعاد الدبلوماسيون والمسؤولون الذين يمثلون 100 دولة التأكيد على "التزام حكوماتهم بالمقاصد والمبادئ الواردة في ميثاق الأمم المتحدة والإعلان العالمي لحقوق الإنسان"  وأكدوا على أن الإعلان "مصدر إلهام وكان أساسًا لـ الأمم المتحدة في إحراز تقدم في وضع المعايير على النحو الوارد في صكوك حقوق الإنسان الدولية القائمة ".  في خطاب ألقاه في 5 أكتوبر 1995، وصف البابا يوحنا بولس الثاني الإعلان بأنه "واحد من أسمى تعبيرات الضمير البشري في عصرنا"، على الرغم من عدم تبنيه الفاتيكان مطلقًا.  في بيان صدر في 10 ديسمبر 2003 بالنيابة عن الاتحاد الأوروبي ، مارسيلو سباتافوراوقال إن الإعلان "وضع حقوق الإنسان في قلب إطار المبادئ والالتزامات التي تشكل العلاقات داخل المجتمع الدولي".
باعتباره أحد أركان حقوق الإنسان الدولية ، يتمتع الإعلان العالمي لحقوق الإنسان بدعم واسع النطاق بين المنظمات الدولية وغير الحكومية. والفيدرالية الدولية لحقوق الإنسان (FIDH)، واحدة من أقدم منظمات حقوق الإنسان، لديها كما تفرض الأساسية وتعزيز احترام جميع الحقوق المنصوص عليها في الإعلان، والعهد الدولي الخاص بالحقوق المدنية والسياسية ، والعهد الدولي الخاص الحقوق الاقتصادية والاجتماعية والثقافية .  منظمة العفو الدولية ، ثالث أقدم منظمة دولية لحقوق الإنسان ، احتفلت بانتظام بيوم حقوق الإنسان ونظمت فعاليات عالمية لزيادة الوعي بالإعلان العالمي لحقوق الإنسان ودعمه. قامت بعض المنظمات ، مثل مكتب كويكر للأمم المتحدة ، ولجنة خدمة الأصدقاء الأمريكية ، ومنظمة الشباب من أجل حقوق الإنسان الدولية (YHRI) بتطوير مناهج أو برامج لتثقيف الشباب حول الإعلان العالمي لحقوق الإنسان.
تم الاستشهاد بالأحكام المحددة للإعلان العالمي لحقوق الإنسان أو وضعها من قبل مجموعات المصالح فيما يتعلق بمجال تركيزهم المحدد. في عام 1997، صادق مجلس جمعية المكتبات الأمريكية (ALA) على المواد من 18 إلى 20 المتعلقة بحريات الفكر والرأي والتعبير ،  والتي تم تدوينها في ALA العالمي للحق في حرية التعبير وقانون حقوق المكتبة .  شكلت إعلان وأساس ادعاء ALA أن الرقابة ، غزو خصوصية ، والتدخل في الآراء وانتهاكات حقوق الإنسان.

### نقد

#### الدول الإسلامية
انظر أيضاً: إعلان القاهرة لحقوق الإنسان في الإسلام
وقعت معظم البلدان ذات الأغلبية المسلمة والتي كانت آنذاك أعضاءاً في الأمم المتحدة على الإعلان عام 1948، بما في ذلك أفغانستان ومصر والعراق وإيران وسوريا. كما صوتت تركيا، التي كانت ذات أغلبية ساحقة من المسلمين ولكنها حكومة علمانية رسميًا ، لصالح القرار. المملكة العربية السعودية الممتنع الوحيد عن الإعلان بين الدول الإسلامية ، مدعية أنه ينتهك الشريعة الإسلامية .  وقعت باكستان، وهي جمهورية إسلامية رسميًا ، على الإعلان وانتقدت الموقف السعودي ،  وجادلت بشدة لصالح تضمين حرية الدين.
علاوة على ذلك ، ساعد بعض الدبلوماسيين المسلمين فيما بعد في صياغة معاهدات الأمم المتحدة الأخرى لحقوق الإنسان. على سبيل المثال ، إصرار ممثل العراق لدى الأمم المتحدة ، بيديا أفنان على الصياغة التي تعترف بالمساواة بين الجنسين ، أدى إلى المادة 3 من العهد الدولي الخاص بالحقوق المدنية والسياسية والعهد الدولي الخاص بالحقوق الاقتصادية والاجتماعية والثقافية ، والتي تشكل ، إلى جانب الإعلان العالمي لحقوق الإنسان ، الشرعة الدولية للحقوق. وقد أثر الدبلوماسي الباكستاني شايستا السهروردي إكرام الله على صياغة الإعلان ، خاصة فيما يتعلق بحقوق المرأة ، ولعب دورًا في إعداد اتفاقية الإبادة الجماعية لعام 1951.
في عام 1982، قال الممثل الإيراني لدى الأمم المتحدة، الذي مثل الجمهورية الإسلامية الجديدة في البلاد ، إن الإعلان كان «فهمًا علمانيًا للتقاليد اليهودية-المسيحية» لا يمكن للمسلمين تنفيذه دون تعارض مع الشريعة.
في 30 يونيو 2000، قررت الدول الأعضاء في منظمة التعاون الإسلامي ، التي تمثل معظم العالم الإسلامي ، دعم إعلان القاهرة لحقوق الإنسان في الإسلام ،  وثيقة بديلة تقول إن للناس "الحرية والحق في حياة كريمة وفق الشريعة الإسلامية "دون أي تمييز على أساس العرق أو اللون أو اللغة أو الجنس أو المعتقد الديني أو الانتماء السياسي أو الوضع الإجتماعي أو غير ذلك من الاعتبارات". من المعترف به على نطاق واسع أن إعلان القاهرة كان استجابة للإعلان العالمي لحقوق الإنسان ، ويستخدم لغة عالمية مماثلة ، وإن كانت مشتقة فقط من الفقه الإسلامي.
أعرب عدد من العلماء في مختلف المجالات عن مخاوفهم من التحيز الغربي المزعوم للإعلان . يلاحظ عبد العزيز ساتشدينا أن المسلمين يتفقون على نطاق واسع مع الفرضية العالمية للإعلان ، والتي يشاركها الإسلام ، ولكنها تختلف في محتويات محددة ، والتي يجدها الكثيرون "غير حساسة لقيم ثقافية إسلامية معينة ، خاصة عندما يتعلق الأمر بالحديث عن الحقوق الفردية في سياق الجماعة". والقيم الأسرية في المجتمع الإسلامي ".  ومع ذلك ، فقد لاحظ أن معظم العلماء المسلمين ، في حين يعارضون الإطار العلماني المتأصل للوثيقة ، يحترمون ويقرون ببعض "أسسها". يضيف ساتشدينا أن العديد من المسيحيين ينتقدون الإعلان بالمثل لأنه يعكس تحيزًا علمانيًا وليبراليًا في معارضة قيم دينية معينة.

رفعت حسن ، عالم دين مسلم باكستاني المولد ، قال:
ما يجب الإشارة إليه لأولئك الذين يؤيدون الإعلان العالمي لحقوق الإنسان ليكون أعلى أو نموذج وحيد لميثاق المساواة والحرية لجميع البشر ، هو أنه بالنظر إلى الأصل والتوجه الغربيين لهذا الإعلان ، «عالمية» الافتراضات التي يقوم عليها - على الأقل - إشكالية وخاضعة للتساؤل. علاوة على ذلك ، فإن التناقض المزعوم بين مفهوم حقوق الإنسان والدين بشكل عام ، أو ديانات معينة مثل الإسلام ، يحتاج إلى أن يتم فحصه بطريقة غير منحازة. 
يرى فيصل كوتي ، وهو ناشط حقوقي كندي مسلم ، أنه «يمكن تقديم حجة قوية مفادها أن الصيغة الحالية لحقوق الإنسان الدولية تشكل بنية ثقافية يجد فيها المجتمع الغربي نفسه بسهولة في وطنه ... من المهم الاعتراف والتقدير أن المجتمعات الأخرى قد يكون لديها مفاهيم بديلة صحيحة بنفس القدر لحقوق الإنسان».
اقترحت إيرين أوه ، مديرة برنامج دراسات السلام في جامعة جورج تاون ، أن المعارضة الإسلامية للإعلان العالمي لحقوق الإنسان ، والنقاش الأوسع حول التحيز العلماني والغربي للوثيقة ، يمكن حلها من خلال الحوار المتبادل القائم على الأخلاق الوصفية المقارنة.

#### «الحق في رفض القتل»
جماعات مثل منظمة العفو الدولية   و مقاومي الحرب الدولية  ودعا ل «الحق في رفض القتل» لتضاف إلى الإعلان العالمي، وكذلك شون ماك برايد ، المساعد السابق الأمين العام للأمم المتحدة وحائز على جائزة نوبل للسلام. صرحت المنظمة الدولية لمقاومي الحرب أن الحق في الاستنكاف الضميري عن الخدمة العسكرية مستمد أساسًا من المادة 18 من الإعلان العالمي لحقوق الإنسان ، والتي تحافظ على الحق في حرية الفكر والوجدان والدين. تم اتخاذ بعض الخطوات داخل الأمم المتحدة لجعل هذا الحق أكثر وضوحًا ، مع تأكيد مجلس حقوق الإنسان مرارًا وتكرارًا أن المادة 18 تكرس «حق كل فرد في الاستنكاف الضميري من الخدمة العسكرية كممارسة مشروعة للحق في حرية الفكر والوجدان والدين».

#### الرابطة الأمريكية للأنثروبولوجيا
و رابطة الأنثروبولوجيا الأميركية انتقدت الإعلان العالمي خلال عملية صياغته، محذرا من أن تعريفه للحقوق العالمية يعكس الغربي النموذج الذي تحامل على الدول غير الغربية.وقالوا أيضا أن تاريخ الغرب من الاستعمار والتبشير الملائكي جعلهم ممثل أخلاقي مشكلة بالنسبة لبقية العالم.اقترحوا ثلاث ملاحظات للنظر فيها مع الموضوعات الأساسية للنسبية الثقافية :
1. يدرك الفرد شخصيته من خلال ثقافته ، وبالتالي فإن احترام الفروق الفردية يستلزم احترام الاختلافات الثقافية.
2. يتم التحقق من صحة احترام الاختلافات بين الثقافات من خلال الحقيقة العلمية أنه لم يتم اكتشاف أي تقنية لتقييم الثقافات نوعيًا.
3. المعايير والقيم مرتبطة بالثقافة التي تستمد منها ، لذا فإن أي محاولة لصياغة افتراضات تنبثق من المعتقدات أو القواعد الأخلاقية لثقافة واحدة يجب أن تنتقص إلى هذا الحد من قابلية تطبيق أي إعلان لحقوق الإنسان على البشرية ككل.[81]

#### إعلان بانكوك
أثناء التحضير للمؤتمر العالمي لحقوق الإنسان الذي عقد في عام 1993، تبنى وزراء من عدة دول آسيوية إعلان بانكوك ، مؤكدين من جديد التزام حكوماتهم بمبادئ ميثاق الأمم المتحدة والإعلان العالمي لحقوق الإنسان. وأعربوا عن وجهة نظرهم بشأن ترابط حقوق الإنسان وعدم قابليتها للتجزئة ، وشددوا على الحاجة إلى العالمية والموضوعية واللا أنتقائية لحقوق الإنسان. ومع ذلك ، في الوقت نفسه ، شددوا على مبادئ السيادة وعدم التدخل ، داعيا إلى زيادة التركيز على الحقوق الاقتصادية والإجتماعية والثقافية - ولا سيما الحق في التنمية الإقتصادية من خلال وضع توجيهات تعاون دولي بين الموقعين. يعتبر إعلان بانكوك بمثابة تعبير تاريخي عن القيم الآسيوية فيما يتعلق بحقوق الإنسان ، والذي يقدم نقدًا موسعًا لعالمية حقوق الإنسان .

## وصلات خارجية
- صفحة الإعلان العالمي لحقوق الإنسان في موقع الأمم المتحدة